# PGC 40505
LEDA/PGC 40505 ist eine leuchtschwache, linsenförmige Galaxie vom Hubble-Typ Im/S im Sternbild Jungfrau auf der Ekliptik, die schätzungsweise 83 Millionen Lichtjahre von der Milchstraße entfernt ist. Gemeinsam mit acht weiteren Galaxien ist sie Teil der NGC 4461-Gruppe (LGG 286) und unter der Katalognummer VCC 793 wird sie als Mitglied des Virgo-Galaxienhaufens aufgeführt. 